# 托尔斯滕·斯文松
托尔斯滕·斯文松（瑞典語：Thorsten Svensson，1901年10月8日—1954年6月29日），瑞典男子足球运动员，司职前锋。他曾代表瑞典国家队参加1924年夏季奥林匹克运动会足球比赛，获得一枚铜牌。